# Dominos (web-série)
Pour les articles homonymes, voir Domino.
Dominos est une web-série dramatique québécoise scénarisée et réalisée par Zoé Pelchat. La première saison de 5 épisodes a été produite par St Laurent TV et mise en ligne sur TV5 en mars 2018. La deuxième saison a été mise en ligne le 24 mars 2020 sur tv5unis.ca et est produite par Deux par deux production, avec  le soutien du Fonds des médias du Canada, du Fonds Bell et de UNIS TV. Cette deuxième saison contient six épisodes d’une durée de 4 à 11 minutes.

## Synopsis

### Saison 1
Plongeant dans l’univers de Toto et Adib, Dominos montre comment la vie de ces deux frères bascule à la suite de la mort inattendue de leur mère. Au cours de leur parcours, ils rencontrent et se lient d’amitié avec d’autres personnages issus aussi d’une classe marginalisée et vulnérable. Se trouvant tous en marge de la société, les destins de Fred, Nanou, Marie, Mario et Corinne rencontrent celui de Toto et Adib. Comme un effet domino, la réalité de l’un se voit être imbriquée dans la réalité de l’autre, alors qu’ils tentent tous de survivre à leurs tragédies personnelles.
Dominos remporte le Prix de la Meilleure série digitale à Canneseries et fait l’objet de diverses nominations au Prix Gémeaux 2018, au Marseille Web Fest 2018 et au Berlin Web Fest 2018,.

## Équipe
Saison 1
- Productions : St Laurent TV[8]
- Producteurs exécutifs : Lou Bélanger et Rafael Perez
- Productrice déléguée : Véronique Charbonneau[9]
- Réalisatrice et scénariste : Zoé Pelchat[10]
- Directeur photo : Benoit Jones-Vallée

Saison 2
- Production : Deux par deux production
- Productrices exécutives : Carolyne Boucher, Nolwenn Trillot
- Productrice : Véronique Charbonneau
- Réalisatrice et scénariste : Zoé Pelchat
- Directeur photo : Benoit Jones Vallée
- Directrice artistique : Frédérique B. Ste-Marie
- Costumes : Constance Chamberland
- Montage : Louis Chevalier-Dagenais, Guillaume Marin-Lafond

### Distribution
- Grégory Beaudin : Toto
- Benjamin Roy : Adib
- Émile Schneider : Fred
- Sandrine Poirier-Allard : Marie
- Mounia Zahzam : Nanou
- Paul Ahmarani : Mario
- Charlotte Aubin : Corinne[11]
- Pascale Drevillon : Claudia
- Félix-Antoine Duval : Bouf
- Maxime Mompérousse : Thibault

## Prix et nominations
- Prix de la meilleure série digitale à Canneseries[12]
- deux nominations au prix Gémeaux 2018[13]
- Prix du meilleur scénario au Marseille Web Fest 2018[14]
- Berlin Web Fest 2018 - compétition officielle[15]